# Sword Beach
Sword Beach var kodnamnet för en av de fem landsättningsplatserna under invasionen av Normandie, 6 juni 1944 under andra världskriget.
Stranden sträckte sig åtta km från Ouistreham till Saint-Aubin-sur-Mer och var den östligaste landsättningsplatsen under invasionen. Den låg cirka 15 km från den franska staden Caen. Stranden delades in i fyra zoner från väst till öst: Oboe, Peter, Queen och Roger.
I jämförelse med de andra landsättningsplatserna hade Sword Beach relativt liten tysk försvarsstyrka. Strandhinder, stridsvagnsdiken, minor, kulsprutor och granatkastare fanns utplacerade vid stranden. Förbi floden Orne vid Merville-Franceville-Plage fanns tungt artilleri placerat. De tyska försvarstrupperna tillhörde  716. Infanterie-Division och hade tillgång till understöd från den närbelägna 21. pansardivisionen. Invasionsstyrkan utgjordes av brittiska I Corps som bestod av 3rd Infantry Division och 27th Armoured Brigade.
Landstigningen koncentrerades vid Queen-sektorn, öster om Lion-sur-Mer. Huvudmålet var att snabbt nå och inta nyckelstaden Caen samt det närbelägna flygfältet i Carpiquet västerut. Landstigningen inleddes när 3. divisionen gick i land vid sektorerna Peter och Queen klockan 07.25. Anslutna kommandoförband hade till uppgift att ta broarna över Ornefloden och Caenkanalen för att sedan ansluta till fallskärmsjägarna från 6th Airborne Division som höll broarna.
Britterna mötte ett svagt försvar på stranden. Inom 45 minuter hade striderna flyttats upp på land och på östra flanken hade kommandoförbanden nått fram till Orne och anslöt med fallskärmsjägarna redan vid middagstid. Huvudstyrkan lyckades inte ansluta till de kanadensiska styrkorna i väst förrän mycket senare under dagen. Den enda ordentliga motattacken från tyskarna bestod av två attacker där 21. pansardivisionen gjorde en framstöt hela vägen från Caen till Sword Beach. Attackerna slogs tillbaka av britterna och de tyska styrkorna var helt neutraliserade sent på eftermiddagen. Då hade 54 av 98 tyska stridsvagnar slagits ut.
Efter dagens slut hade ca 30 000 brittiska soldater landsatts, varav endast 700 hade stupat eller sårats. Målet att nå Caen hade dock inte uppnåtts, och britterna blev stillastående 6 km från staden på grund av tyskarnas hårdare motstånd. Landstigningen på stranden hade även tagit längre tid än beräknat på grund av den stora mängd av människor och utrustning som lastades av.
Den åtta km långa strandremsan kallas än i dag för Sword Beach.

## Kända personen som deltog
- Lord Lovat ledde en kommandostyrka fram till Pegasusbron.